# 알렉세이 디몹스키
알렉세이 알렉산드로비치 디몹스키(러시아어: Алексей Александрович Дымовский, 1977년 8월 28일 ~ )는 러시아의 전직 경찰관이다. 디몹스키는 2009년 11월, 노보로시스크의 경찰관으로 재임하던 중 러시아 경찰 내부의 비리를 유튜브에 폭로했으며, 그 대가로 러시아 정부로부터 사기죄를 부여받고 2010년 1월 22일 체포되었다.

## 생애
1977년 8월 28일 소비에트 연방 블라고베셴스크에서 태어났다. 1996년 스보보드넨스키 철도학교를 졸업했으며, 이후 군대에 들어가 1996년부터 1998년까지 러시아 육군으로 복무했다. 이후 2000년 2월부터 러시아 경찰로 일하기 시작했다. 2009년 그는 유튜브에 러시아 경찰들에 대한 호소 영상을 올렸고, 그의 영상은 유튜브 내에서 725,000회의 조회수를 기록하며 세계의 주목을 받았다. 그의 메시지는 이후 러시아 경찰들의 내부 폭로에 영향을 미쳤다.
현재 그는 러시아 경찰 내부의 문제를 해결하기 위해 활동하고 있다.